# Bogoljub Jevtić
Bogoljub Jevtić fue primer ministro de la extinta Yugoslavia entre 1934 y 1935.

## Comienzos
Tras completar su educación secundaria en su localidad natal, Jevtić estudió leyes en Belgrado. Posteriormente se trasladó a Berlín donde estudió en una escuela de comercio.
Participó como oficial de la reserva en las guerras balcánicas. En 1917 era miembro de la embajada serbia en Estocolmo y en julio de 1918 pasó como secretario a la legación serbia en Londres.

## Carrera diplomática

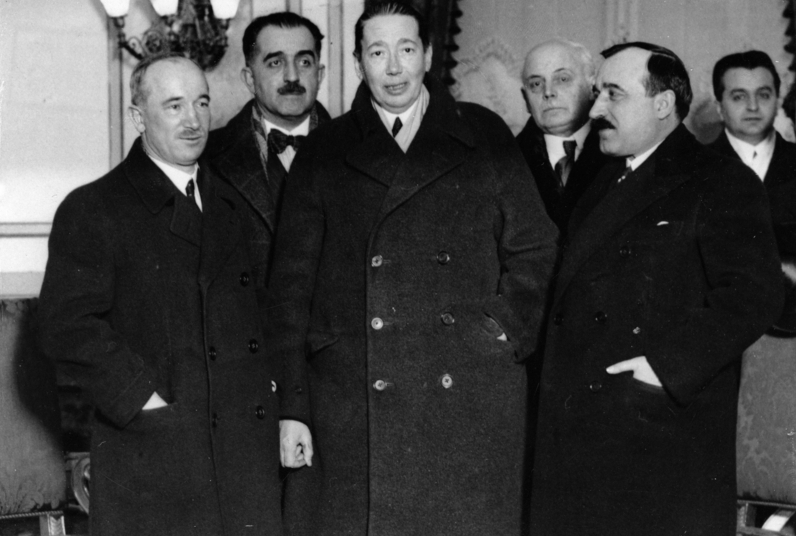
Jevtić (primero por la derecha, con bigote), en una conferencia de ministros de Asuntos Exteriores de la Pequeña Entente en 1932, junto con sus colegas rumano (Titulescu, en el centro) y checoslovaco (Edvard Beneš, a la izquierda).

Tras la guerra, en diciembre de 1920, fue delegado yugoslavo en la comisión de reparaciones de guerra con sede en París. Más tarde fue consejero de la embajada yugoslava en París y Bruselas (desde 1924). El 9 de mayo de 1926 fue nombrado embajador en Tirana. A comienzos de 1928 fue trasladado a Viena y Budapest.

## Carrera política
Al proclamarse la dictadura real por el rey Alejandro I, Jevtić se unió al gobierno real. Era un disidente del Partido Radical. Del 3 de febrero de 1929 al 29 de octubre de 1930 fue viceministro de Asuntos Exteriores y, a partir del 2 de julio de 1932, ministro. Desempeñó el cargo durante unos dos años, hasta diciembre de 1934.

### Primer ministro de la regencia
Tras el asesinato del rey el 22 de diciembre de 1934, fue nombrado primer ministro por el nuevo regente Pablo, cargo que mantuvo hasta el 24 de junio de 1935. A los dos días de tomar posesión, liberó a uno de los últimos presos políticos yugoslavos, el dirigente del Partido Campesino Croata Vladko Maček. La oposición, poco tolerada en la práctica por el Gobierno, se mostró al comienzo incapaz de presentar una alternativa política y se dividió en diversos grupos ansiosos por ser cooptados por la dictadura. Los principales dirigentes de la oposición que se hallaban detenidos (Vladko Maček y Marko Natlačen, entre otros) fueron liberados y se proclamó una amplia amnistía para los presos políticos. Mediante la promesa de mayor libertad política y de prensa, Jevtić intento infructuosamente que el Partido Radical, el Popular Esloveno y la Organización Musulmana Yugoslava ingresasen en el Consejo de Ministros. Sí consiguió atraer, no obstante a algunas figuras disidentes de los partidos, entre los que destacaba el exministro Milan Stojadinović.
Además de la amnistía, el nuevo gabinete aplicó algunas medidas que pretendía le granjeasen las simpatías del pueblo, como la bajada de los tipos de interés, la inclusión de partidas presupuestarias para obras públicas o la prórroga de las deudas campesinas.
Durante su mandato, y por encargo del regente Pablo, Jevtić disolvió el Parlamento el 7 de febrero de 1935, que no contaba con miembros de la oposición política a la dictadura real, y convocó nuevas elecciones, que tuvieron lugar el 5 de mayo de 1935. Varias formaciones que desearon presentarse no obtuvieron el permiso del Gobierno, que sólo autorizó la formación filofascista del ministro de Justicia de la dictadura Dimitrije Ljotić, otra lista del también exministro de Justicia Maksimović y la lista de la oposición unida encabezada por Maček, que agrupaba a diversos partidos de oposición. En los meses que precedieron a las elecciones, Jevtić se mostró cada vez más intolerante con la oposición y utilizó con decisión las fuerzas de seguridad para asegurarse la victoria. La ley electoral imponía el voto público y otorgaba tres quintos de los escaños al partido ganador. El primer ministro contaba con el sostén de la prensa y de la radio, además de la de los funcionarios. El último mes de campaña, la formación gubernamental redobló sus ataques a la oposición y se arrogó la representación del yugoslavismo del soberano asesinado en Marsella. La ley electoral le aseguró al partido del primer ministro una mayoría mucho mayor de la obtenida en las urnas, aunque cinco de sus ministros no fueron elegidos y la oposición lo derrotó en las zonas de mayoría croata y de serbios prečani. A pesar de los resultados oficiales que concedían ya victoria al Gobierno y que fueron rechazados por la oposición y sus partidarios, la victoria se mostró pírrica para Jevtić, cuyos problemas pronto se multiplicaron. La oposición decidió no acudir al Parlamento y varios de sus ministros dimitieron a finales de junio. Estas dimisiones precipitaron la renuncia de Jevtić el 24 de junio.
Su Gobierno se considera francófilo, inclinación que el regente escogió para contrarrestar el poderío italiano en la región.
Le sucedió su ministro de Finanzas recién dimitido, Milan Stojadinović, a los pocos meses de haber sido nombrado, al decepcionar al regente con su postura nacionalista serbia cuando éste esperaba una actitud le que permitiese reconciliarse con la oposición croata.

### La guerra mundial
Durante el gobierno del general Dušan Simović, Jevtić tuvo la cartera de Transportes del 27 de marzo de 1941 hasta el 9 de enero de 1942, con el gobierno ya en el exilio en Gran Bretaña tras la invasión del Eje de Yugoslavia. Desde esa fecha hasta el 2 de enero de 1943, se mantuvo en el gobierno como ministro sin cartera; pasó a ser ministro de Rrecursos Minerales y Forestales en el verano de ese año.
El 17 de septiembre de 1943, con el traslado del Gobierno yugoslavo en el exilio a El Cairo, fue nombrado embajador yugoslavo en Londres por el rey Pedro.
| Predecesor: Nikola Uzunović | Primer ministro del Reino de Yugoslavia 1934-1935 | Sucesor: Milan Stojadinović |